# John Peter Mettauer
John Peter Mettauer (1787–1875) fue un cirujano y ginecólogo de origen estadounidense. Era hijo del también cirujano Francis Joseph Mettauer.

## Biografía
Nació en el condado de Prince Edward, Virginia en el año 1787. Fue alumno del Hampden-Sydney College, seguido de estudios en la Universidad de Pensilvania, donde obtuvo su doctorado en medicina en 1809. En 1837 fundó una escuela de medicina privada ubicada entre Prince Edward Court House y Kingsville, Virginia. En 1847 unió su escuela con Randolph-Macon College, convirtiéndose en el primer departamento médico de Randolph-Macon.
Mettauer es recordado por su desarrollo de prácticas quirúrgicas innovadoras. Junto con sus dos hijos, formó a muchos médicos en su escuela de medicina privada. En 1838 realizó la primera reparación exitosa de fístula vesicovagnial en América. También se le atribuye haber realizado la primera operación de labio leporino en las Américas (1827).The National Cyclopaedia of American Biography XV. James T. White & Company. 1916. pp. 315-316. Consultado el 24 de diciembre de 2020.</ref>
Diseñó y desarrolló sus propios instrumentos quirúrgicos, algunos de los cuales están en exhibición en el Museo Esther Thomas Atkinson en Hampden-Sydney College. Además, el premio John Peter Mettauer a la excelencia en la investigación es un premio prestigioso otorgado por Hampden-Sydney College.
Murió de una enfermedad renal en su casa, en el condado de Prince Edward, el 22 de noviembre de 1875.